# 잉리 슈옐데루프
잉리 슈옐데루프(노르웨이어: Ingrid Schjelderup, 1987년 12월 21일 ~ )는 노르웨이의 여자 축구 선수이다. 포지션은 미드필더이며, 현재 노르웨이 톱세리엔의 볼레렝아 포트발 다메르에서 활동하고 있다.

## 클럽 경력
2002년에 오슬로 교외를 연고로 하는 축구 클럽인 홀름리아 SK 산하 청소년 클럽에서 선수 생활을 시작했다. 2003년부터 2009년까지 콜보튼 소속으로 활약하면서 콜보튼의 톱세리엔 2회 우승, 노르웨이 여자컵 1회 우승에 기여했으며 2006-07 UEFA 여자컵(현재의 UEFA 여자 챔피언스리그)에서는 콜보튼의 준결승전 진출에 기여했다.
2010년부터 2012년까지 스웨덴 다말스벤스칸 소속 여자 축구 클럽인 린셰핑 FC 소속으로 활동하면서 린셰핑 FC의 여자 스벤스카 수페르쿠펜 1회 우승에 기여했다. 2013년에 볼레렝아로 이적하면서 톱세리엔 무대에 복귀했고 2014년부터 2015년까지 스타베크 소속으로 활동했다.
2016년부터 2017년까지 스웨덴 다말스벤스칸 소속 여자 축구 클럽인 에스킬스투나 유나이티드 소속으로 활동했다. 2017년 12월에는 이탈리아 세리에 A 펨미닐레 소속 여자 축구 클럽인 피오렌티나로 이적하여 1개월 동안에 걸쳐 2경기에 출전했고 2018년에 볼레렝아로 복귀했다.

## 국가대표 경력
2004년부터 2010년까지 노르웨이 여자 U-17, U-19, U-21, U-23 축구 국가대표팀 선수로 활동했다. 2009년 3월에 열린 덴마크와의 알가르브컵 경기에 처음 출전하면서 노르웨이 여자 축구 국가대표팀 선수로 데뷔했지만 2014년까지는 국가대표팀에 발탁되지 않았다. 캐나다에서 개최된 2015년 FIFA 여자 월드컵, 네덜란드에서 개최된 UEFA 여자 유로 2017에 참가한 노르웨이 여자 축구 국가대표팀 명단에 이름을 올렸다.

## 수상

### 클럽
콜보튼
- 톱세리엔 2회 우승 (2005, 2006)
- 노르웨이 여자컵 1회 우승 (2007)

린셰핑 FC
- 여자 스벤스카 수페르쿠펜 1회 우승 (2010)